# Virginia Grace
Virginia Randolph Grace (Nueva York, 9 de enero de 1901 – Atenas, 22 de mayo de 1994) fue una arqueóloga estadounidense que trabajó durante toda su vida estudiando ánforas y los sellos de sus asas del período helenístico en el mundo mediterráneo, contenedoras de vino y aceite. Su trabajo consistía en revisar y registrar ánforas de yacimientos del Mediterráneo oriental. Sus archivos de investigación suponen la fundación de un archivo único de mangos sellados (en total unos 150.000 registros) de todo el mundo antiguo, al que los investigadores y investigadoras siguen añadiendo.
Gracias a ella y su trabajo, las asas selladas de ánforas se utilizan para datar casi exactamente contextos arqueológicos y sirven como un indicador primario para rastrear y entender el comercio antiguo en el Mediterráneo.

## Educación
Virginia Grace nació el 9 de enero de 1901 en la ciudad de Nueva York, segunda hija de cinco de Lee Ashley y Virginia Fitz-Randolph, en el seno de una familia acomodada, puesto que su padre se dedicaba a la importación de algodón.
Virginia acudió al Brearley School donde durante cinco años estudió latín y griego y luego se graduó cum laude en Griego e Inglés en 1922 en la Bryn Mawr College. Después, tomó el trabajo de su hermana mayor brevemente en el Museo Metropolitano de Arte en la colección de pinturas y dibujos. En 1923 realizó un viaje por el Mediterráneo con su hermano pequeño, en el cual visitó Egipto y Sicilia. Los tres años siguientes los dedicó a dar clases de inglés en un instituto público de Nueva York, matemáticas en su antiguo colegio, el Brearley School, y fue tutora privada de un estudiante del séptimo grado en un rancho de California.
En 1927 volvió a la Bryn Mawr, intercalando sus estudios con un año en la Escuela Americana de Estudios Clásicos de Atenas. Aquí se formó en epigrafía, religión y escultura griega, así como topografía ateniense y el período prehistórico griego. En 1930 recibió su grado M. A. Arqueología Clásica y en 1934 alcanzó el grado de doctora a partir de su trabajo con los sellos de ánforas.

## Trabajo arqueológico y Segunda Guerra Mundial
Virgina Grace excavó entre 1930 y 1934 en Pérgamo, Halesa y tumbas en Lapithos en Chipre. En 1935 trabajó en las excavaciones de Tarsus (Turquía) de Bryn Mawr en Turquía. En 1936 fue elegida becaria de investigación en el Ágora de Atenas. Aquí es donde comenzó su proyecto sobre los sellos de las ánforas y duró durante toda su vida. Para ello, también estudió las colecciones de ánforas de Delos, Alejandría, Tasos y Rodas. Para financiarse, puesto que no era suficiente con lo que recibía, pidió y ganó dos becas Guggenheim para avanzar en su investigación, la primera de ellas en 1938.
Con el estallido de la Segunda Guerra Mundial, siguió trabajando Chipre, Egipto y Palestina y, cuando la guerra llegó al Mediterráneo, decidió volver a Estados Unidos. Se embarcó en el último barco estadounidense permitido, el Excalibur, pero finalmente dejó su asiento a la madre de una menor de edad que no podía viajar sola. Permaneció en Atenas trabajando hasta que la guerra alcanzó Grecia, por lo que se trasladó a Chipre, donde mantuvo a salvo los resultados de sus investigaciones. En los años posteriores trabajó con el Departamento de Estado de los Estados Unidos, aportando sus conocimientos para ganar la guerra en el Departamento de Guerra. Entre 1944 y 1945 formó parte de la Oficina de Servicios Estratégicos (OSS en sus siglas en inglés) para los asuntos de Grecia en Estambul, Esmirna, El Cairo y en el Museo Nacional de Atenas.
Después de la guerra regresó a Estados Unidos, dispuesta a seguir trabajando con la OSS. No obstante, prescindieron de ella, así que continuó con el proyecto de las ánforas: primero en el Instituto de Estudios Avanzados de Princenton entre 1945 y 1948. A partir de 1949, regresó a Grecia, donde siguió investigando en el Museo Nacional de Atenas y en otros puntos del país en colaboración con la Escuela Francesa de Atenas y varios estudiantes voluntarios. Dedicó el resto de su vida a trabajar con las ánforas, realizando un registro de más de 100.000 piezas.
En 1989, el Instituto Arqueológico de América le concedió la medalla de oro al logro arqueológico distinguido (Gold Medal Award for Distinguished Archaeological Achievement).
Murió en Atenas el 22 de mayo de 1994 a los 93 años, pero sus restos se llevaron a Nueva York.

## Obras
- Standard Pottery Containers of the Ancient Greek World (1949)
- Amphoras and the Ancient Wine Trade (Agora Picture Book) (1962, revisado en 1979)
- The Stamped Amphora Handles Found in the American Excavations in the Athenian Agora 1931-1932: A Catalogue Treated as a Chronological Study (1976)